# Hell Ride
Hell Ride är en film från 2008, regisserad av Larry Bishop och producerad av bland andra Quentin Tarantino.

## Rollista (i urval)
- Larry Bishop - Pistolero
- Michael Madsen - The Gent
- Eric Balfour - Comanche / Bix
- Vinnie Jones - Billy Wings
- Michael Beach - Goody Two-Shoes
- Leonor Varela - Nada
- Dennis Hopper - Eddie Zero
- Laura Cayouette - Dani
- Julia Jones - Cherokee Kisum
- Francesco Quinn - Machete
- Cassandra Hepburn - Maria
- David Grieco - Dr. Cement
- Dean Delray - Apeshit
- Michael Macecsko - Shyster
- Tracy Phillips - Yvonne
- David Carradine - The Deuce